# Eredivisie 2008-2009 (calcio femminile)
L'edizione 2008-2009 è stata la seconda dell'Eredivisie, la massima serie a carattere professionistico del campionato olandese femminile di calcio. Il torneo prese il via il 21 agosto 2008 e si concluse il 31 maggio 2009. Il campionato è stato vinto dall'AZ Alkmaar, al secondo titolo di Eredivisie consecutivo.

## Stagione

### Novità
Rispetto all'edizione precedente, il numero di squadre partecipanti aumentò a sette, grazie all'ammissione del Roda al campionato.

### Formato
Le sette squadre partecipanti si sono affrontate in un doppio girone all'italiana con partite di andata e ritorno, per un totale di 24 giornate e ciascuna squadra affrontava le altre quattro volte. La squadra prima classificata veniva dichiarata campione dei Paesi Bassi e veniva ammessa alla UEFA Women's Champions League per la stagione successiva. Non erano previste retrocessioni.

## Squadre partecipanti
| Club         | Città      | Stadio                         | Stagione precedente    |
| ------------ | ---------- | ------------------------------ | ---------------------- |
| ADO Den Haag | L'Aia      | Cars Jeans Stadion             | 4º posto in Eredivisie |
| AZ Alkmaar   | Alkmaar    | Complesso sportivo 't Lood     | 1º posto in Eredivisie |
| Heerenveen   | Heerenveen | Stadio Abe Lenstra             | 6º posto in Eredivisie |
| Roda         | Kerkrade   | Stadio Sportpark Kaalheide     | -                      |
| Twente       | Enschede   | De Grolsch Veste               | 5º posto in Eredivisie |
| Utrecht      | Utrecht    | Complesso sportivo Zoudenbalch | 3º posto in Eredivisie |
| Willem II    | Tilburg    | Complesso sportivo 't Zand     | 2º posto in Eredivisie |

## Classifica finale
|  | Pos. | Squadra      | Pt | G  | V  | N | P  | GF | GS | DR  |
|  | ---- | ------------ | -- | -- | -- | - | -- | -- | -- | --- |
|  | 1.   | AZ Alkmaar   | 49 | 24 | 15 | 4 | 5  | 45 | 16 | +29 |
|  | 2.   | ADO Den Haag | 46 | 24 | 14 | 4 | 6  | 42 | 24 | +18 |
|  | 3.   | Willem II    | 46 | 24 | 14 | 4 | 6  | 44 | 34 | +10 |
|  | 4.   | Utrecht      | 37 | 24 | 11 | 4 | 9  | 34 | 31 | +3  |
|  | 5.   | Twente       | 33 | 24 | 10 | 3 | 11 | 28 | 30 | -2  |
|  | 6.   | Heerenveen   | 21 | 24 | 6  | 3 | 15 | 28 | 43 | -15 |
|  | 7.   | Roda (-3)    | 4  | 24 | 1  | 4 | 19 | 22 | 65 | -43 |

Legenda:
      Campione dei Paesi Bassi e ammessa alla UEFA Women's Champions League 2009-2010
Regolamento:
Tre punti a vittoria, uno a pareggio, zero a sconfitta.
Note:
Il Roda ha scontato 3 punti di penalizzazione.

## Risultati
|              | ADO  | ADO  | AZ   | AZ   | Hee  | Hee  | Rod  | Rod  | Twe  | Twe  | Utr  | Utr  | Wil  | Wil  |
| ------------ | ---- | ---- | ---- | ---- | ---- | ---- | ---- | ---- | ---- | ---- | ---- | ---- | ---- | ---- |
| ADO Den Haag | –––– | –––– | 0-1  | 0-1  | 4-1  | 3-0  | 0-0  | 5-0  | 2-3  | 1-0  | 3-2  | 2-2  | 1-0  | 2-5  |
| AZ           | 1-0  | 0-1  | –––– | –––– | 0-0  | 3-1  | 3-0  | 3-0  | 0-0  | 0-2  | 1-1  | 4-1  | 5-2  | 2-1  |
| Heerenveen   | 0-1  | 1-2  | 1-0  | 0-4  | –––– | –––– | 2-1  | 3-3  | 1-3  | 2-1  | 1-2  | 0-2  | 1-2  | 1-4  |
| Roda         | 2-2  | 0-2  | 1-4  | 0-2  | 1-6  | 3-4  | –––– | –––– | 3-1  | 1-3  | 1-2  | 1-3  | 0-2  | 2-2  |
| Twente       | 0-1  | 1-1  | 2-3  | 0-1  | 0-3  | 1-0  | 1-0  | 2-0  | –––– | –––– | 0-1  | 1-0  | 0-3  | 2-1  |
| Utrecht      | 0-3  | 1-2  | 1-0  | 1-0  | 0-0  | 1-0  | 4-0  | 2-1  | 2-1  | 2-3  | –––– | –––– | 0-1  | 0-1  |
| Willem II    | 2-1  | 1-3  | 1-1  | 0-6  | 1-0  | 1-0  | 3-2  | 4-0  | 1-1  | 1-0  | 3-3  | 2-1  | –––– | –––– |

## Statistiche

### Classifica marcatrici
| Gol |  |  | Giocatore                    | Squadra      |
| --- |  |  | ---------------------------- | ------------ |
| 14  |  |  | Sylvia Smit                  | Heerenveen   |
| 12  |  |  | Claudia van den Heiligenberg | AZ           |
| 11  |  |  | Marlous Pieëte               | Twente       |
| 10  |  |  | Chantal de Ridder            | AZ           |
| 10  |  |  | Dominique Vugts              | Willem II    |
| 9   |  |  | Karin Stevens                | Willem II    |
| 9   |  |  | Kirsten van de Ven           | Willem II    |
| 9   |  |  | Lisanne Vermeulen            | Utrecht      |
| 8   |  |  | Lisanne Grimberg             | ADO Den Haag |
| 8   |  |  | Renate Jansen                | ADO Den Haag |
| 7   |  |  | Jill Wilmot                  | ADO Den Haag |